# Wapen van Solms
Het wapen van Solms is het symbool van het voormalige graafschap Solms en het Huis Solms.

## Het stamwapen van Solms

graafschap Solms, eerdere versie
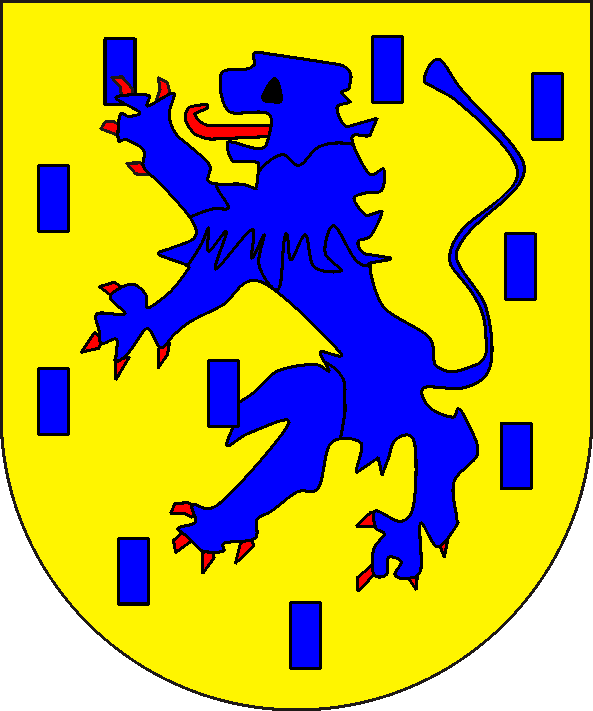
graafschap Solms, latere versie
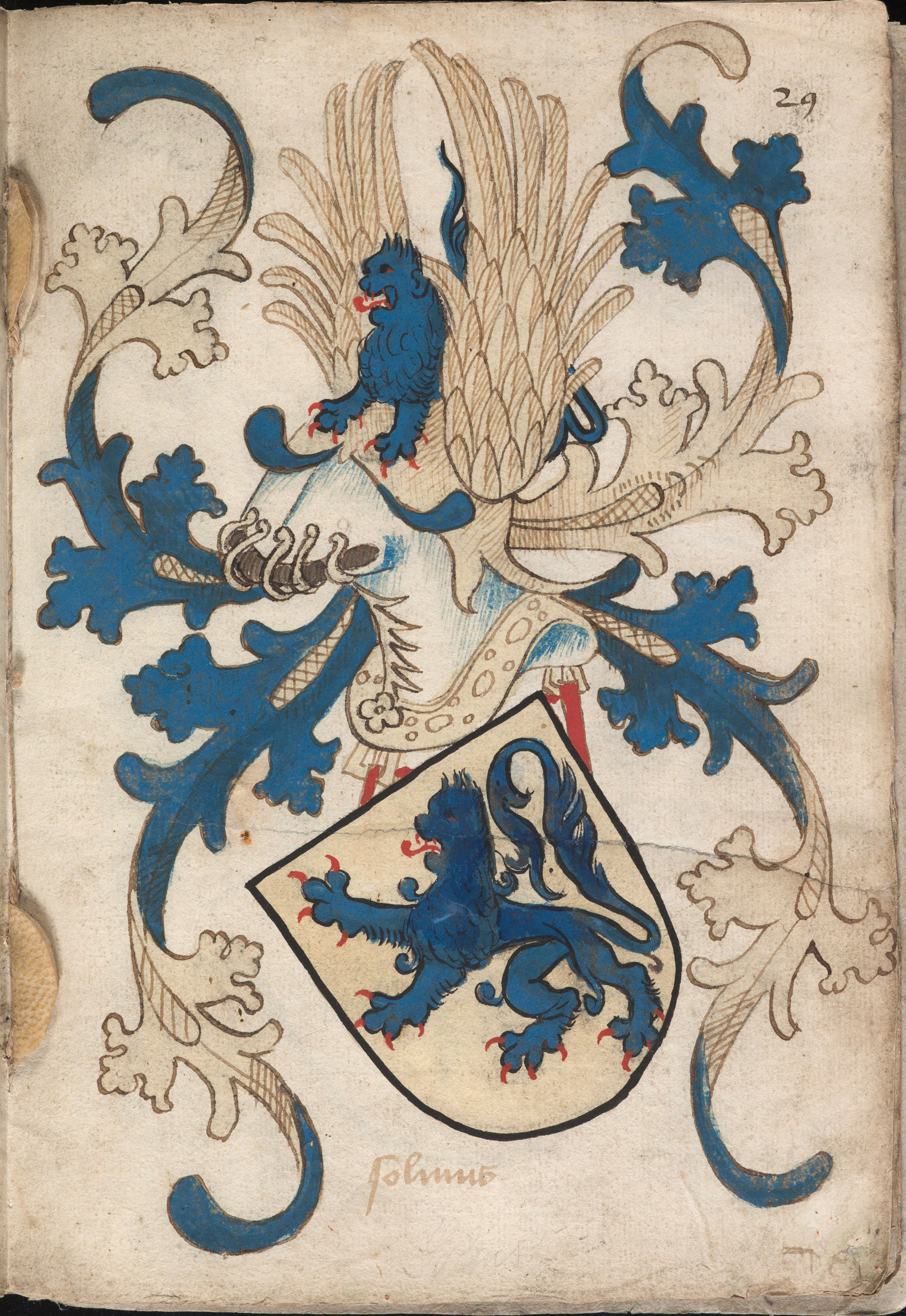
Wapen van Solms uit het Wapenboek Nassau-Vianden (ca. 1490)

Het wapen van het graafschap Solms bestond uit een blauwe leeuw op een gouden veld. Later werden er blauwe blokjes toegevoegd.

## Het wapen van Solms na de verwerving van de heerlijkheid Münzenberg

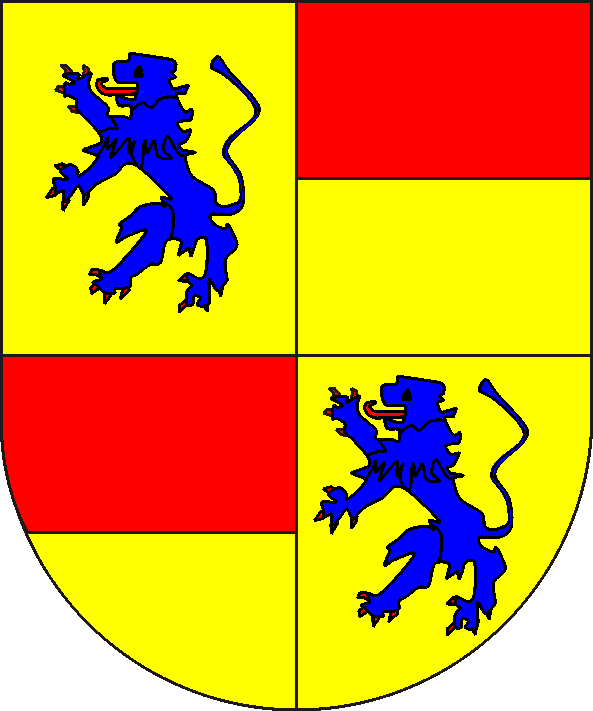
graafschap Solms na 1407
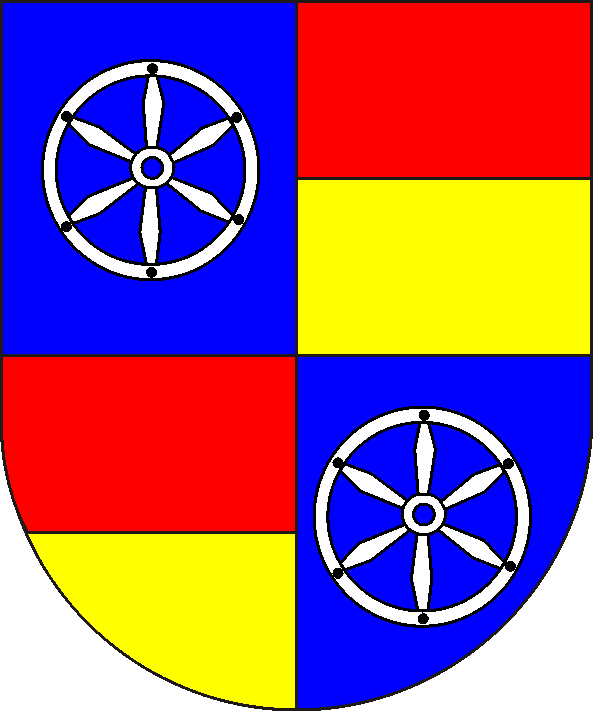
heerlijkheid Falkenstein-Münzenberg
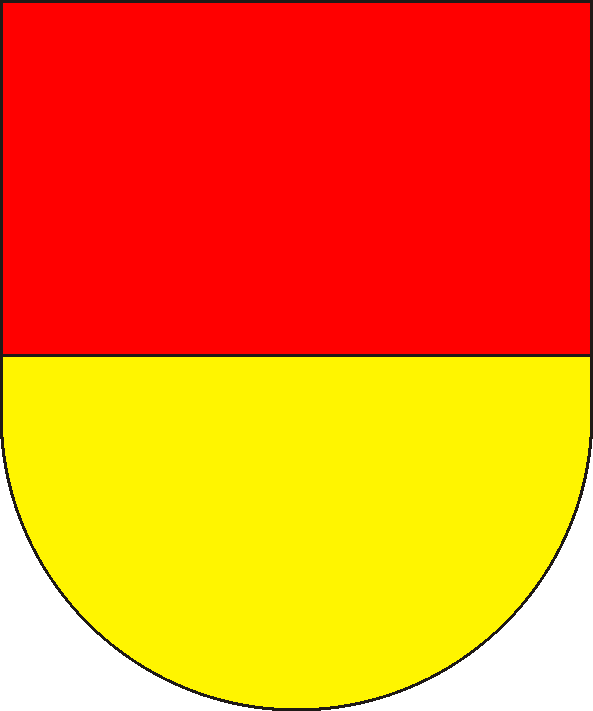
heerlijkheid Münzenberg

Na het uitsterven van de heren van Falkenstein-Münzenberg in 1407/1418 werden hun uitgebreide bezittingen verdeeld onder de nakomelingen van de zusters van de laatste graaf. De graven van Solms wisten een belangrijk aandeel uit de nalatenschap te verwerven. Er ontstond echter geen groter graafschap, want de nieuwe gebieden werden gebruikt om de tak Solms-Lich te stichten. De oorspronkelijke bezittingen vormden het graafschap Solms-Braunfels.

## De heerlijkheden in het oosten van Duitsland

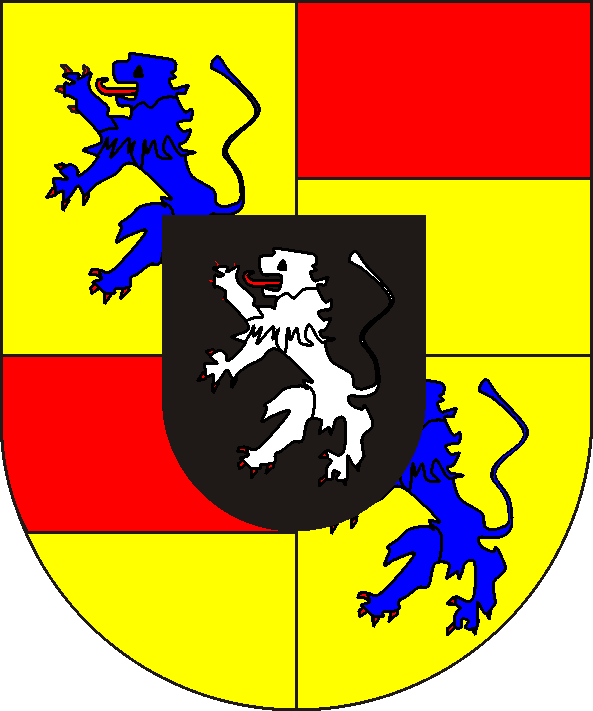
Solms-Sonnenwalde (1561-1612)
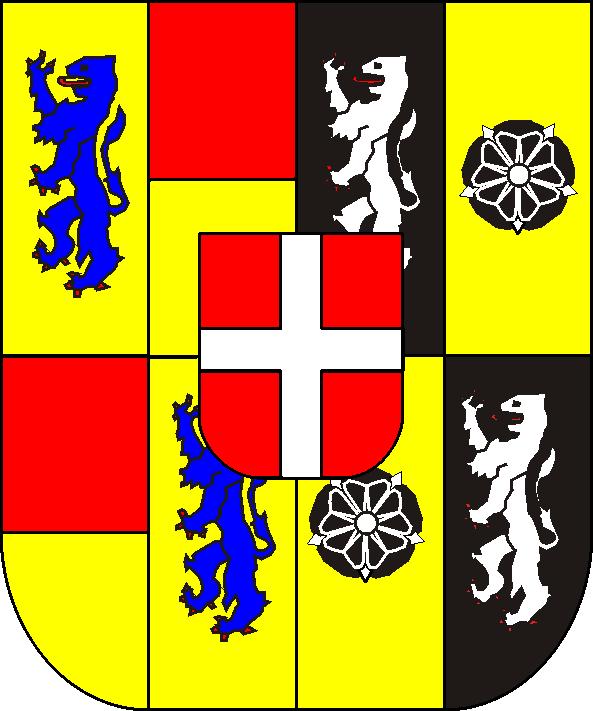
Solms (1600-1742)
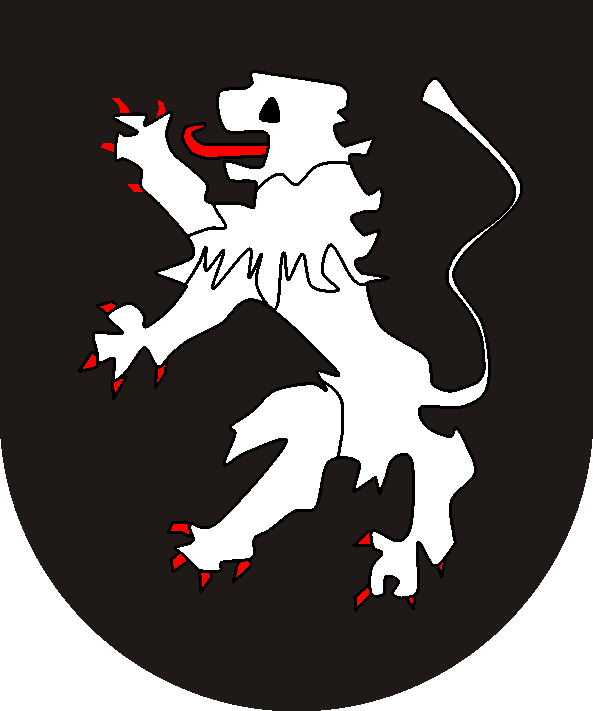
heerlijkheid Sonnenwalde
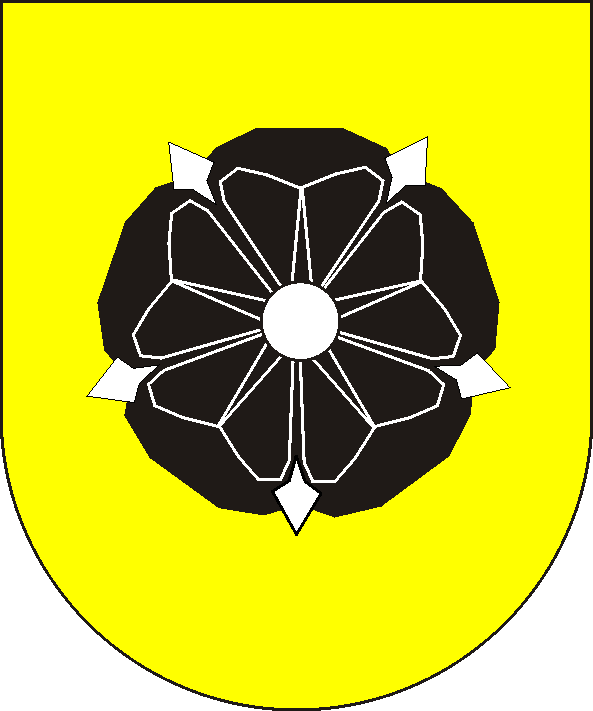
heerlijkheid Wildenfels
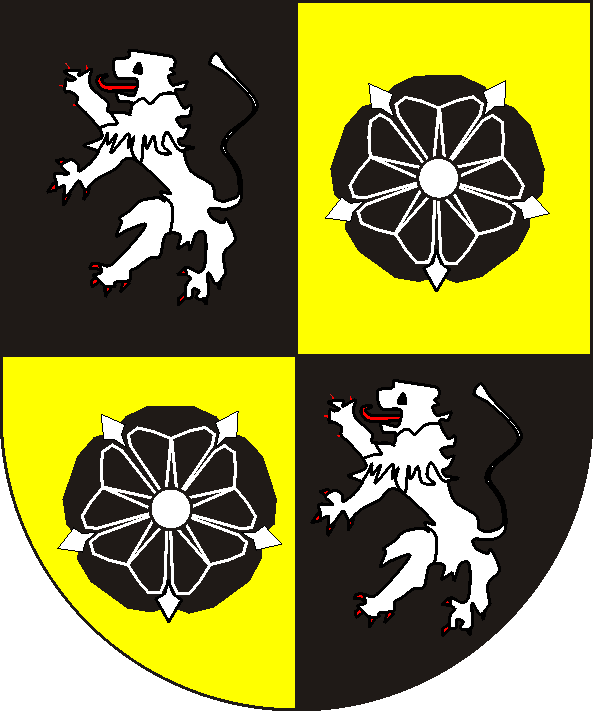
heerlijkheid Wildenfels

Het huis Solms-Lich kocht in 1537 de heerlijkheid Sonnenwalde en in 1596 de heerlijkheid Baruth. In 1600 volgde de belening met de heerlijkheid Wildenfels. Deze gebieden hadden niet de status van rijksstand. Ze werden meestal toebedeeld aan jongere takken van het huis Solms-Lich. De wapens werden echter ook gevoerd door het huis Solms-Braunfels Het hartschild dat soms gevoerd werd vertegenwoordigde geen titel.

## De kastelen Lichtenstein en Greifenstein

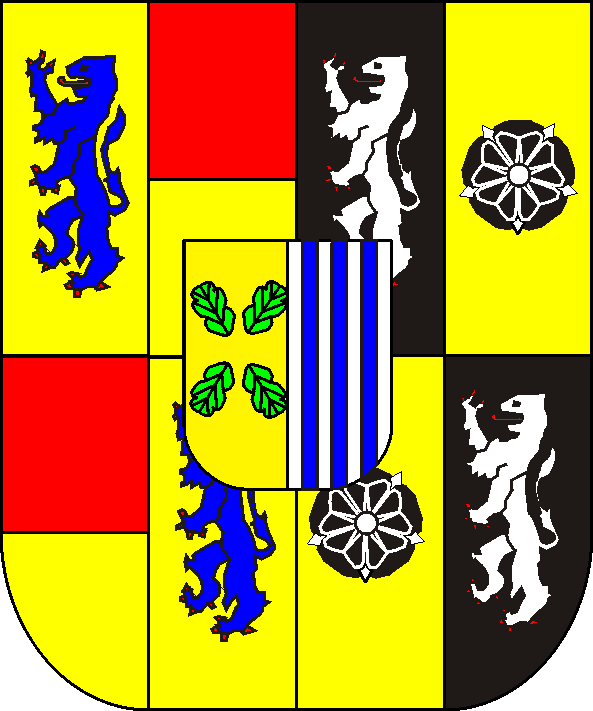
Solms (1660)
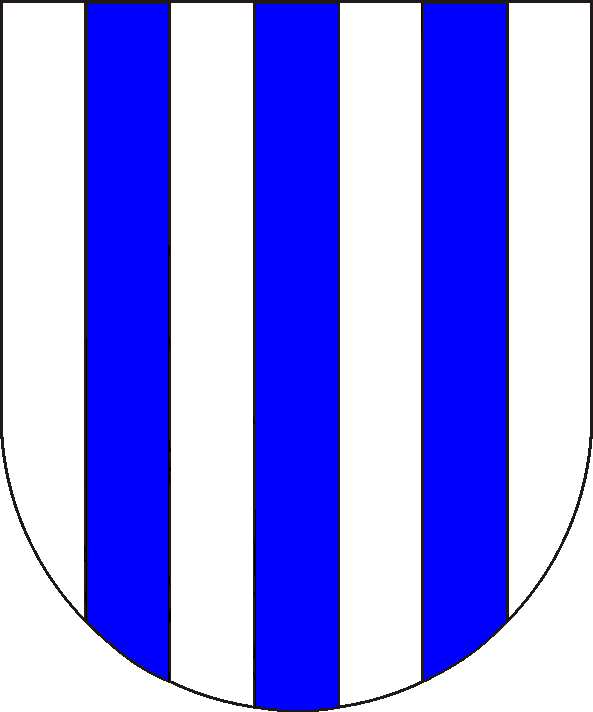
heerlijkheid Lichtenstein
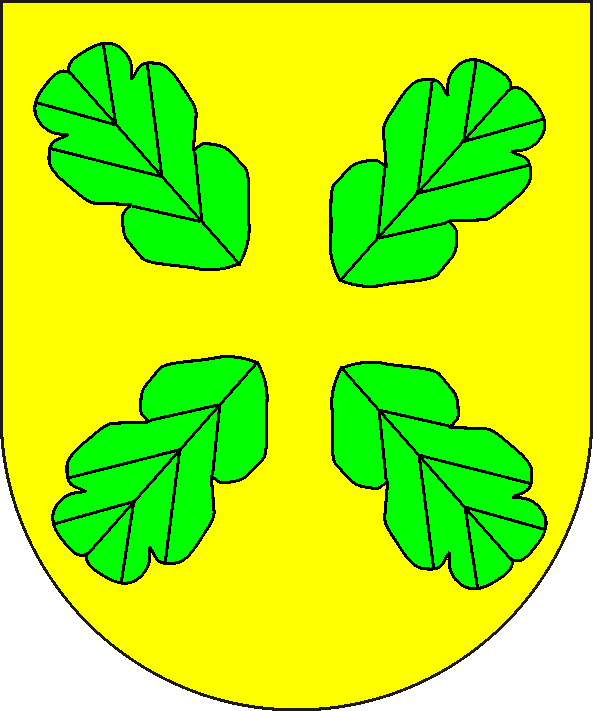
heerlijkheid Greifenstein

In 1395 werd de burcht Greifenstein gekocht door Solms-Burgolms van het huis Nassau en in 1396 de burcht Lichtenstein. Beide burchten kwamen uiteindelijk aan Solms-Braunfels. Ter verfraaiing van hun wapen werden er soms velden bij deze titels opgenomen.

## Solms en het graafschap Limpurg

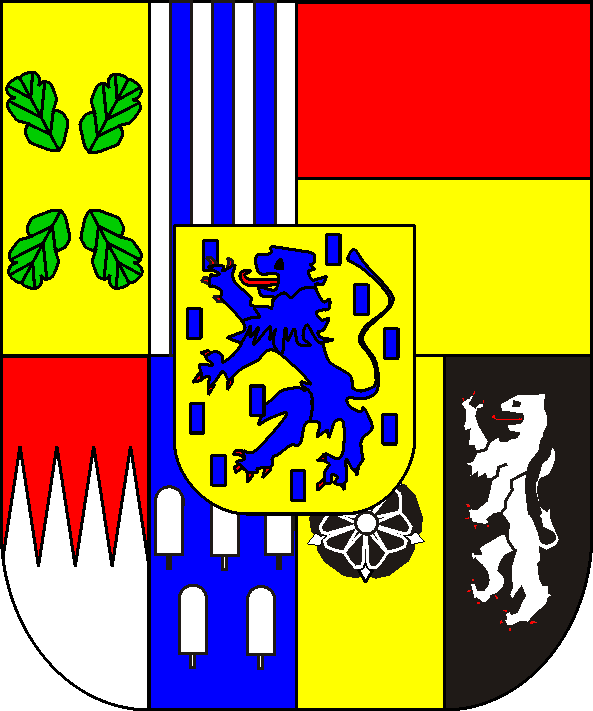
Solms
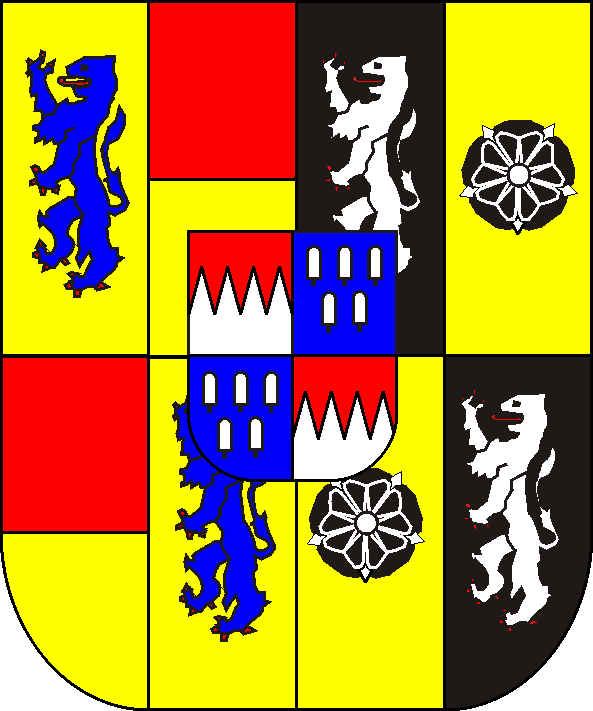
Solms-Rödelheim-Assenheim (1802)
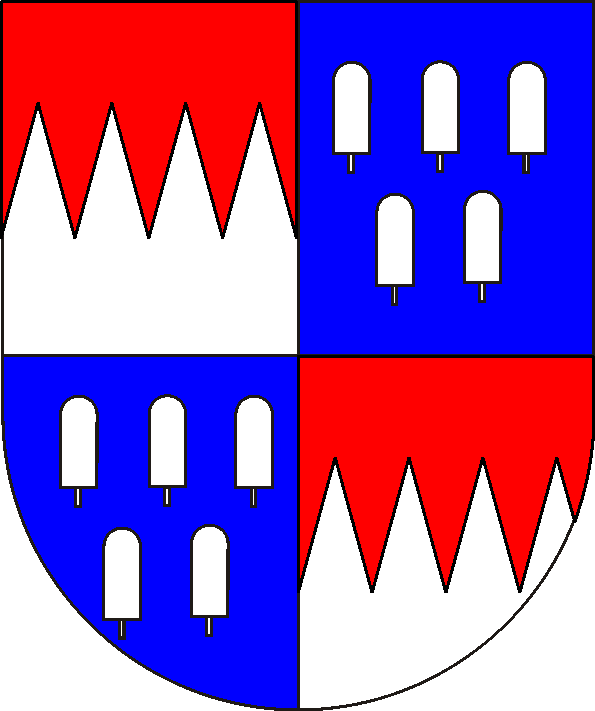
graafschap Limpurg

Na het uitsterven van de graven van Limpurg-Gaildorf in 1690 werd het graafschap in extreme mate verdeeld onder de nakomelingen van de dochters van de laatste graaf. Ook het huis Solms-Rödelheim-Assenheim en in 1803 ook het huis Solms-Braunfels kregen een aandeel in dit graafschap.

## Solms en het graafschap Tecklenburg

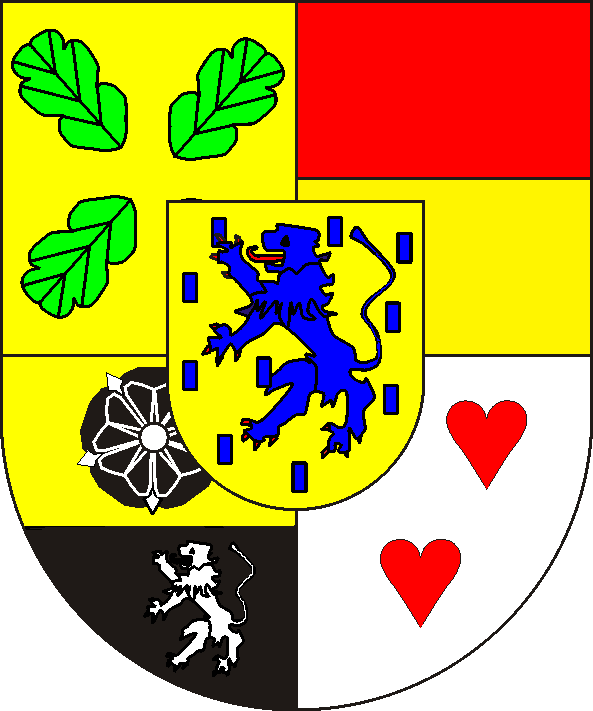
Solms-Lich-Hohensolms
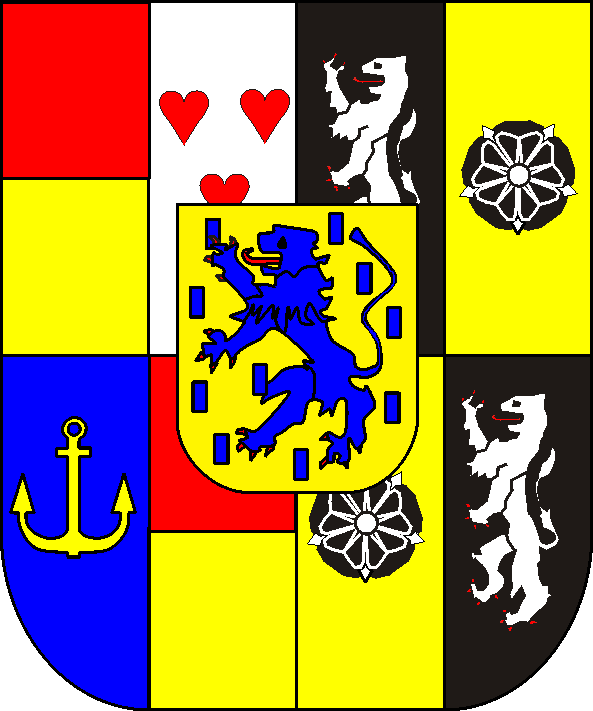
Solms (negentiende eeuw)
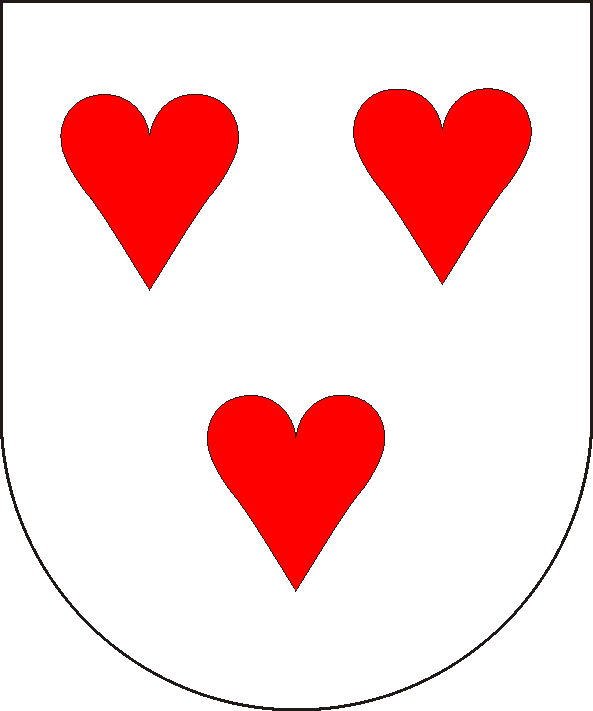
graafschap Tecklenburg
graafschap Lingen
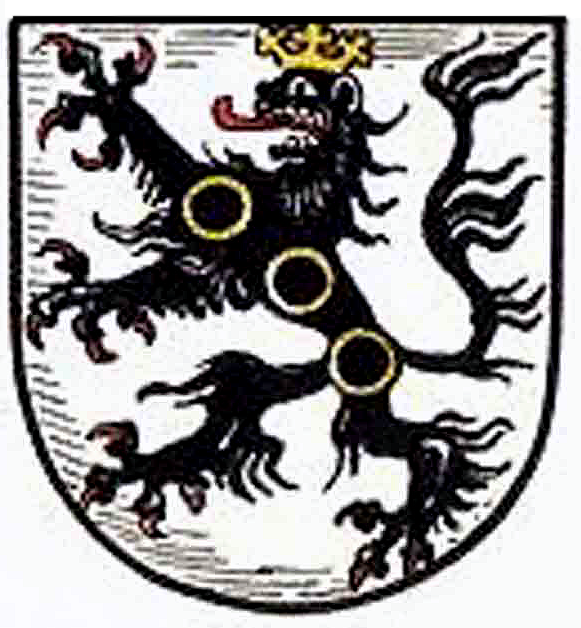
heerlijkheid Rheda

In 1699 werd na het uitsterven van de graven van Bentheim-Tecklenburg het graafschap Tecklenburg geërfd door Solms-Braunfels. Het lukte de graven niet in het bezit te blijven van Tecklenburg en zij verkochten het in 1707 aan het koninkrijk Pruisen. Het graafschap Lingen en de heerlijkheid Rheda hadden een historische band met Tecklenburg en daarom werden ook deze wapens gevoerd.

## Solms en het graafschap Kriechingen

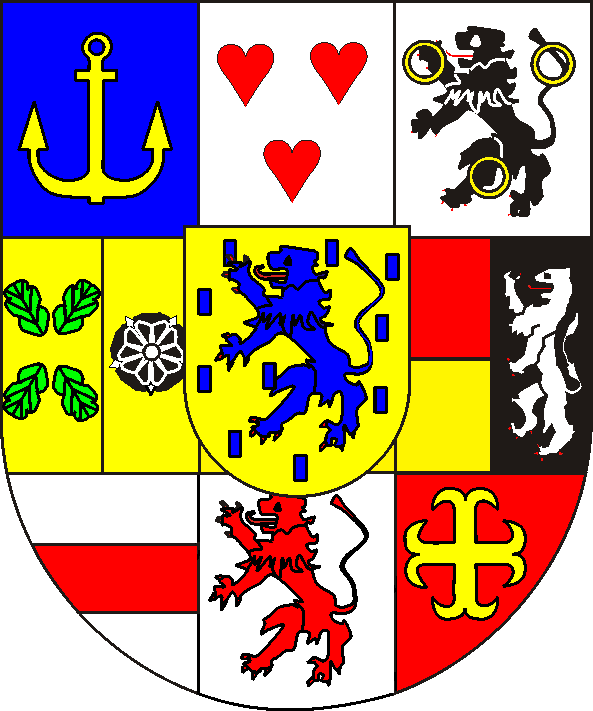
Solms-Hohensolms-Lich
graven van Kriechingen
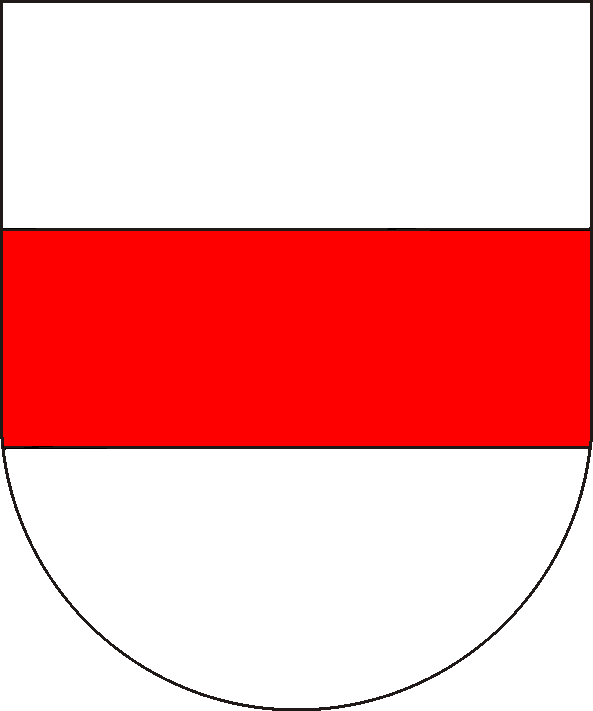
graafschap Kriechingen
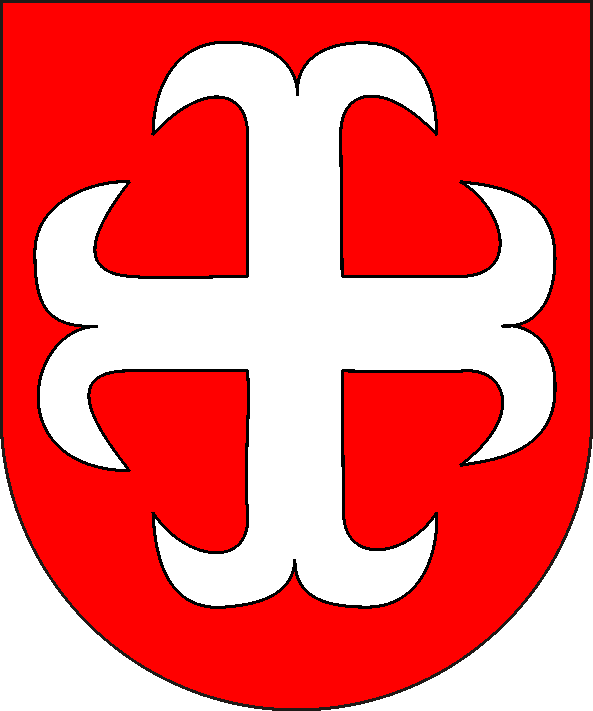
heerlijkheid Pettingen
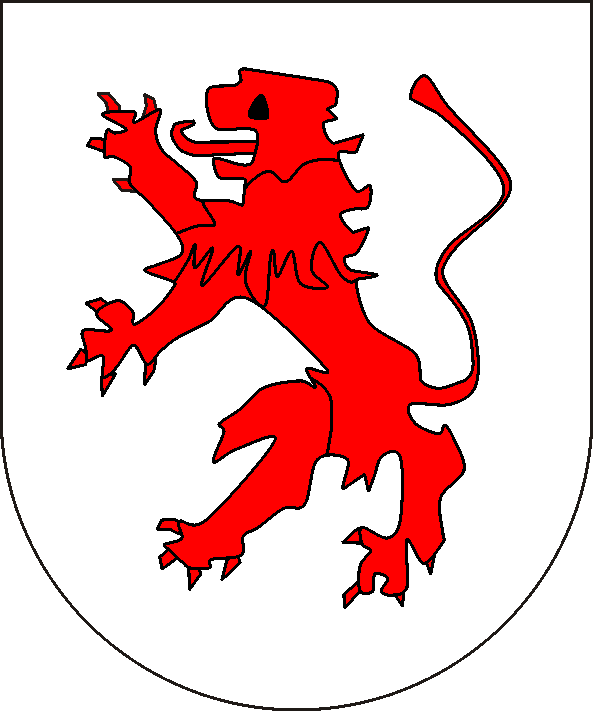
heerlijkheid Beaucourt

na het uitsterven van de graven van Kriechingen in 1697 was de graaf van Solms-Greifenstein een van de velen die aanspraak maakte op de rijke erfenis. Het graafschap viel echter aan de graven van Wied-Runkel. De drie toegevoegde wapens hadden dus alleen symbolische waarde. Pettingen in Luxemburg hadden de graven van Kriechingen al eerder afgestaan. In de titulatuur trad verwarring op tussen Pettingen en Püttlingen. Het zilveren kruis van Pettingen is ook in de gouden uitvoering bekend. Beaucourt ligt in Lotharingen en heet tegenwoordig Bacourt.